# Adolphe François Monfallet
Adolphe François Monfallet, né le 17 septembre 1815 à Bordeaux et mort le 31 juillet 1900 à Neuilly-Plaisance, est un danseur et peintre français.

## Biographie
Né à Bordeaux, Adolphe François Monfallet est un enfant abandonné le 18 septembre 1815, lendemain de sa naissance, et remis à l'hospice des enfants abandonnés de cette ville. On ignore les circonstances de cet abandon, toujours est-il qu'il est reconnu et légitimé par ses parents lorsque ceux-ci se marient tardivement dans cette ville en 1847. Ils ont alors tous deux cinquante-huit ans. 
Peintre d'histoire, de scènes de genre, d'intérieurs, il fut un élève de Michel Drolling, de François Édouard Picot et d'Adolphe Yvon. Il était à la fois peintre et danseur, étant attaché au corps de ballet de l'Opéra Garnier à Paris. En 1876, il reçoit une pension civile comme ex régisseur des ballets. Il exposa au Salon de Paris de 1850 à 1882, puis à la Société des Artistes Français dont il était membre. Il mourut à Neuilly-Plaisance le 31 juillet 1900.

## Œuvres
- L’Opéra de Paris[6]